# Julius Wagner
Bruno Julius Wagner (Németország, Baden-Württemberg, Reutlingen, 1882. október 12. – Svájc, Bern, 1952. március 2.) német–svájci atléta, tornász, aki az 1906-os nem hivatalos olimpián aranyérmet nyert kötélhúzóként. Még további kettő olimpián indult.
Az 1906. évi nyári olimpiai játékokon indult kötélhúzásban. Ebben a számban aranyérmes lett a német csapattal.
Ezen az olimpián indult még további 7 atlétikai számban: 100 méteres síkfutásban, kődobásban, távolugrásban, helyből távolugrásban, súlylökésben, antik stílusú diszkoszvetés és pentathlonban (ötpróba). Az atlétikai számok egyikében sem szerzett érmet.
Szintén ezen az olimpián indult, mint tornász is: egyéni összetett-5 szeren, egyéni összetett-6 szeren és csapatversenyben. Egyikben sem nyert érmet.
Az 1908. évi nyári olimpiai játékokon már svájci színekben indult kalapácsvetésben.
Négy évvel később az 1912. évi nyári olimpiai játékokon szintén svájciként indult ötpróbában.